# 瓮螺属
瓮螺属（学名：Calpurnus）为梭螺科的一个属。

## 下级分类
本属包括以下物种：
- 瓮螺 Calpurnus verrucosus (Linnaeus, 1758)[2]
- 半纹瓮螺 Calpurnus lacteus semistriatus (Pease,1862)